# Stig Åkermark
Stig Kristian Hugosson Åkermark, född 6 maj 1903 i Karlskrona, död 2 november 1995 i Stockholm, var en svensk arkitekt.

## Biografi
Åkermark fick sin utbildning till arkitekt vid KTH i Stockholm, där han avlade examen 1928. Mellan 1929 och 1944 var han medarbetare hos Paul Hedqvist, därefter hade han egen verksamhet. Åkermarks arkitektur var präglad av funktionalismen, vilket återspeglar sig i hans arbeten. Han hade många år sitt arkitektkontor i MEA-huset på Kungsträdgårdsgatan. 
Han ritade bland annat villor, fritidshus och skolor. Här kan nämnas Bromma gymnasium (1937), villa för Gregor Paulsson i Torekov (1943), Villa Ahlroth i Torekov (1945), Årstaskolan (1948), Västertorpsskolan (1951) och Hässelbygårdsskolan (1957), samtliga i Stockholm. I Hässelbygårdsskolan stod han även för utformningen av biografen Prisma. Han ritade också Sundbyskolan i Bromma och folkets hus i Karlstad (1944) med studio för Sveriges Radio. Han gjorde på sin tid skoldirektionens standardritningar.
Om villan för Gregor Paulsson skrev Åkermark 1943 i facktidskriften Byggmästaren bland annat följande: ”Läget ute på en vidsträckt hed vid havsstranden ställde stora krav på vindskyddade och trivsamma vrår kring husknutarna […] anläggningens utformning är ett försök att med ett friare byggnadssätt söka skapa utomhustrevnad med invändig sommarpraktisk enkelhet.”

## Bilder

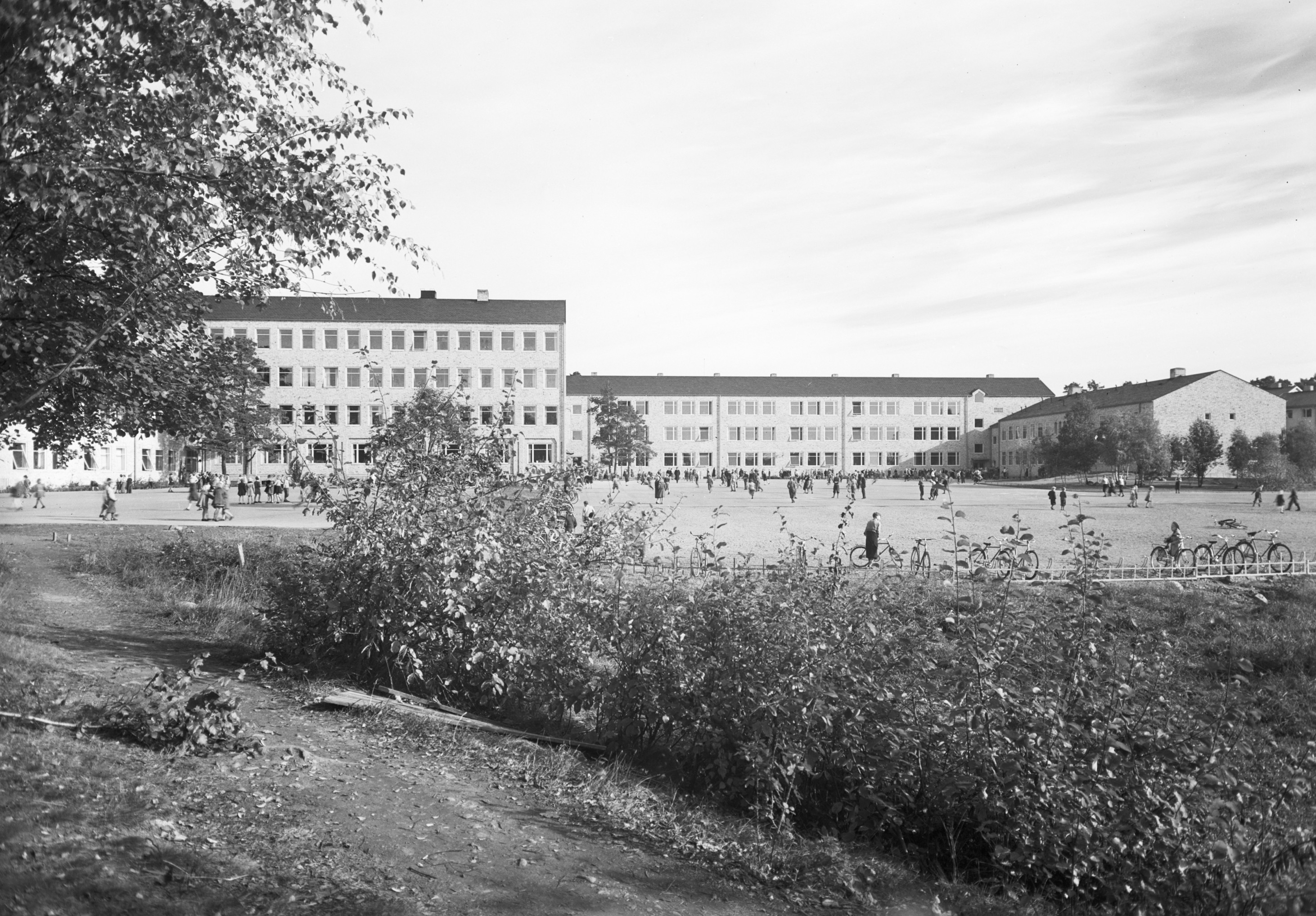
Årsta folkskola 1948.
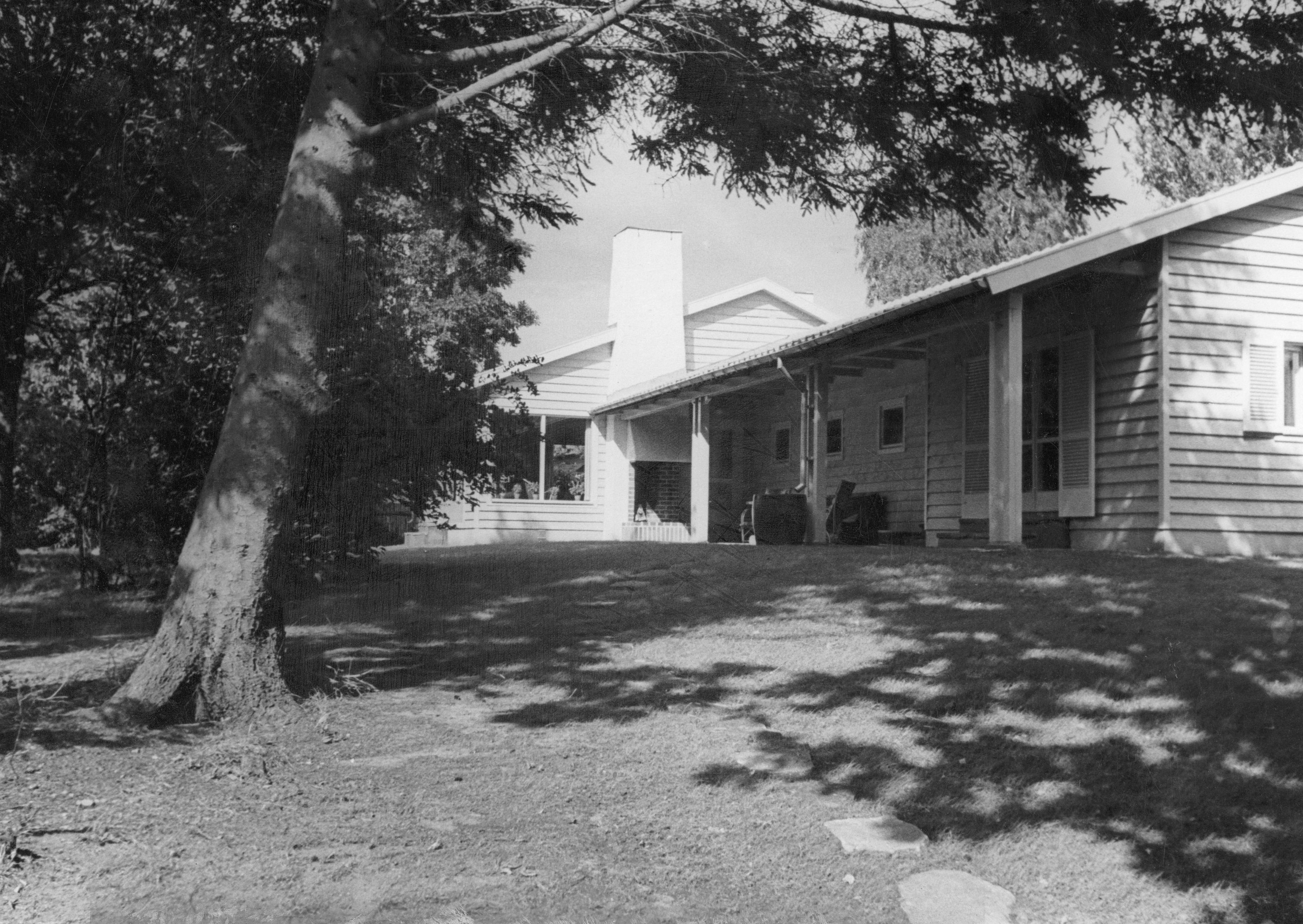
Villa Ahlroth 1945.
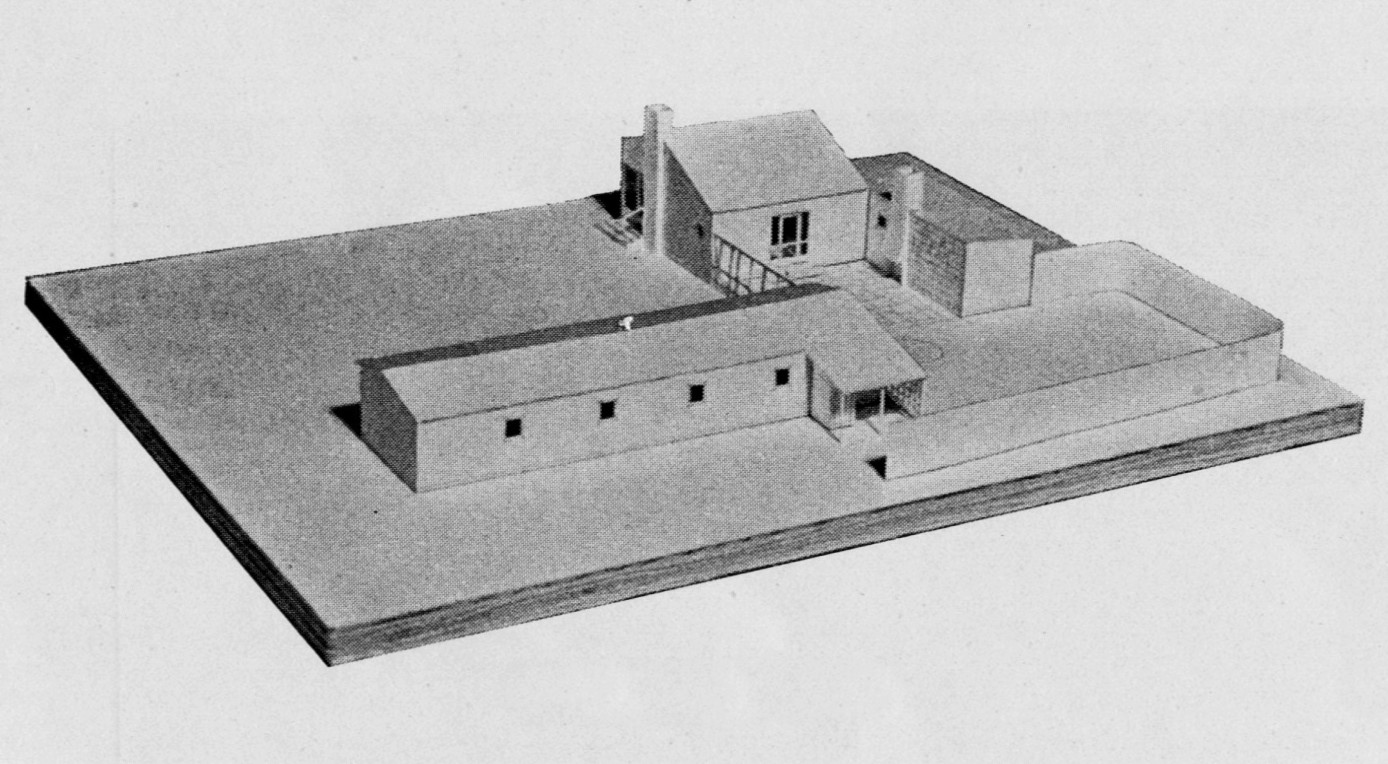
Villa Paulsson, modell 1943
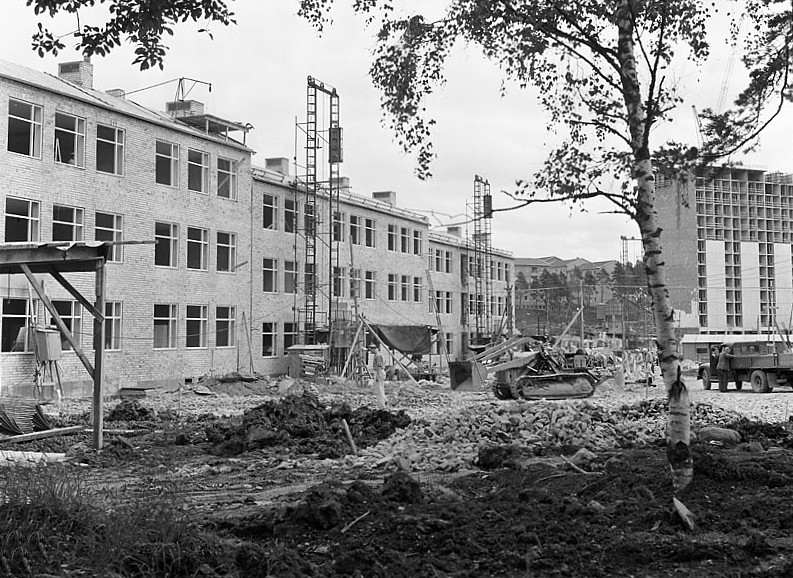
Hässelbygårdsskolan under uppförande 1957
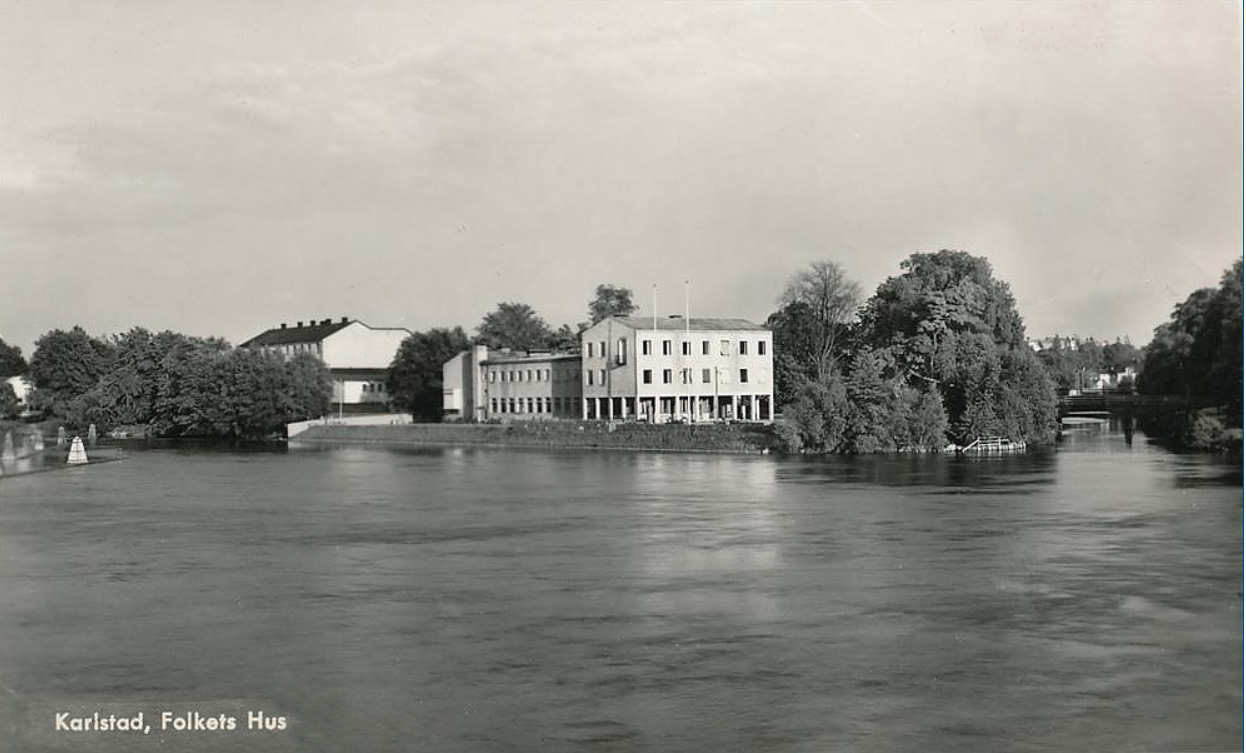
Fokets hus ritat av Stig Åkermark 1944